# Maler der weißen Schwänze
Der Maler der weißen Schwänze (tätig zwischen 500 und 480 v. Chr. in Kampanien) war ein in Italien tätiger antiker Vasenmaler des schwarzfigurigen Stils. Seinen Notnamen erhielt er nach der Halsamphora F 2130  in der Berliner Antikensammlung. Ausgehend von diesem Werk werden dem Künstler weitere Arbeiten zugeschrieben.

## Werke
- Berlin, Antikensammlung

Halsamphora F 2129 • Halsamphora F 2130 • Halsamphora F 2131 • Halsamphora F 2133